# Admiral Graf Spee
El Admiral Graf Spee fue un crucero pesado de la clase Deutschland que sirvió con la Kriegsmarine durante la Segunda Guerra Mundial. El buque fue nombrado en honor del almirante Maximilian von Spee, comandante de la Escuadra de Asia Oriental que luchó en las batallas de Coronel y de las islas Malvinas durante la Primera Guerra Mundial. El crucero fue puesto en grada en el astillero Reichsmarinewerft de Wilhelmshaven en octubre de 1932 y completado en enero de 1936. Los buques de esta clase fueron apodados por los británicos como «acorazados de bolsillo» y oficialmente se atenían al máximo de las 10 000 toneladas de desplazamiento que imponía el Tratado de Versalles a los navíos de la marina alemana, aunque con un desplazamiento a plena carga de 16 020 t, lo superaban ampliamente. Armado con seis cañones de 280 mm  en dos torretas triples, el Admiral Graf Spee y sus buques gemelos fueron diseñados para vencer a cualquier crucero que fuera lo suficientemente rápido para capturarlos. Su velocidad máxima de 28 nudos (52 km/h) dejaba solo a un puñado de naves francesas y británicas lo suficientemente rápidas y poderosas para darles alcance y hundirlos.
El crucero llevó a cabo cinco patrullas de no intervención durante la guerra civil española entre 1936 y 1938, y participó en la coronación del rey Jorge VI del Reino Unido en mayo de 1937. El Admiral Graf Spee fue enviado al Atlántico Sur en las semanas previas al estallido de la Segunda Guerra Mundial para poder interceptar las líneas de los buques mercantes cuando estallara el conflicto. A partir de septiembre de 1939 y en dos meses y medio, el corsario alemán hundió nueve barcos que totalizaban 50 089 t de arqueo. Sin embargo, el 13 de diciembre hubo de enfrentarse a tres cruceros británicos en la batalla del Río de la Plata, en el transcurso de la cual el Admiral Graf Spee causó graves daños a las naves enemigas pero sufrió desperfectos que obligaron a que recalara en el puerto de Montevideo, Uruguay. Convencido por falsos informes sobre la aproximación a su nave de numerosas fuerzas británicas, el comandante del crucero, Hans Langsdorff, ordenó echarlo a pique el 17 de diciembre de 1939. El crucero pesado fue parcialmente desguazado in situ entre 1942 y 1943 por los británicos. 

## Características
Buques difíciles de categorizar, los clase Deutschland eran un concepto de cruceros fuertemente blindados y artillados que en teoría se atenían a las limitaciones impuestas a Alemania por el Tratado de Versalles, pero en realidad las excedieron notablemente. Superaban las características de un crucero pesado, pero no llegaban a igualar las de un acorazado, por lo que la prensa y marinas extranjeras los bautizaron como «acorazados de bolsillo». 

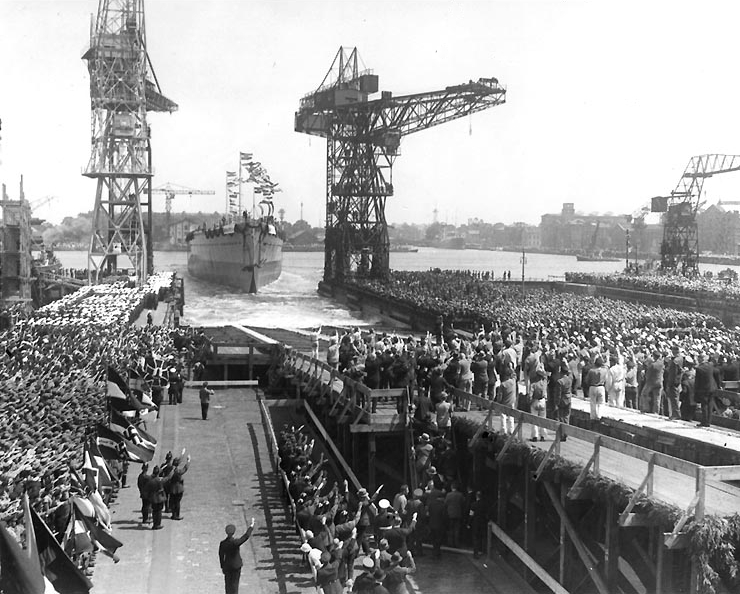
Botadura del Admiral Graf Spee el 30 de junio de 1934 en Wilhelmshaven

El Admiral Graf Spee tenía una eslora total de 186 metros, una manga de 21,65 m y un calado máximo de 7,34 m. Su desplazamiento según los diseños eran 16 020 toneladas, aunque oficialmente se atenía al límite de 10 000 t impuesto por el Tratado de Versalles. El Admiral Graf Spee estuvo propulsado por dos hélices tripalas acopladas a cuatro juegos de máquinas diésel MAN de 9 cilindros de doble efecto y de dos tiempos. Su velocidad máxima fueron 29,5 nudos (54,6 km/h) con sus 54 000 CV (40 000 kW), y a una velocidad de crucero de 20 nudos podía navegar 8900 millas náuticas (16 500 km). Según los diseños, su tripulación eran 33 oficiales y 586 marineros, aunque a partir de 1935 fueron incrementados hasta unos mil tripulantes.
El armamento principal del Admiral Graf Spee fueron seis Cañón naval 283 mm SK C/28  cañones de 280 mm SK C/28, montados en dos torretas triples, una delante y otra detrás de la superestructura. Contó además con una batería secundaria de ocho cañones de 150 mm SK C/28 agrupados en torretas individuales a ambos lados del centro del crucero. Su batería antiaérea original la componían tres cañones de 88 mm L/45, reemplazados por seis de 88 mm L/78 en 1935. En 1938 todos estos cañones fueron retirados para dar cabida a otros seis de 105 mm L/65, cuatro de 37 mm y diez de 20 mm. El crucero también portó un par de tubos lanzatorpedos cuádruple de 533 mm dispuestos a popa sobre la cubierta y dos hidroaviones Arado Ar 196 con una catapulta para su despegue. 
El cinturón blindado del Admiral Graf Spee era exiguo para favorecer la velocidad, tenía entre 60 y 80 mm de grosor, su cubierta superior 17 mm, mientras que la cubierta blindada principal entre 17 y 45 mm de espesor. 
Las torretas de la batería principal contaban con planchas de 140 mm en sus frentes y de 80 mm en sus laterales. El Admiral Graf Spee fue el primer buque de guerra alemán en contar con un equipo de radar, un juego FMG G(gO) «Seetakt».

## Historial de servicio

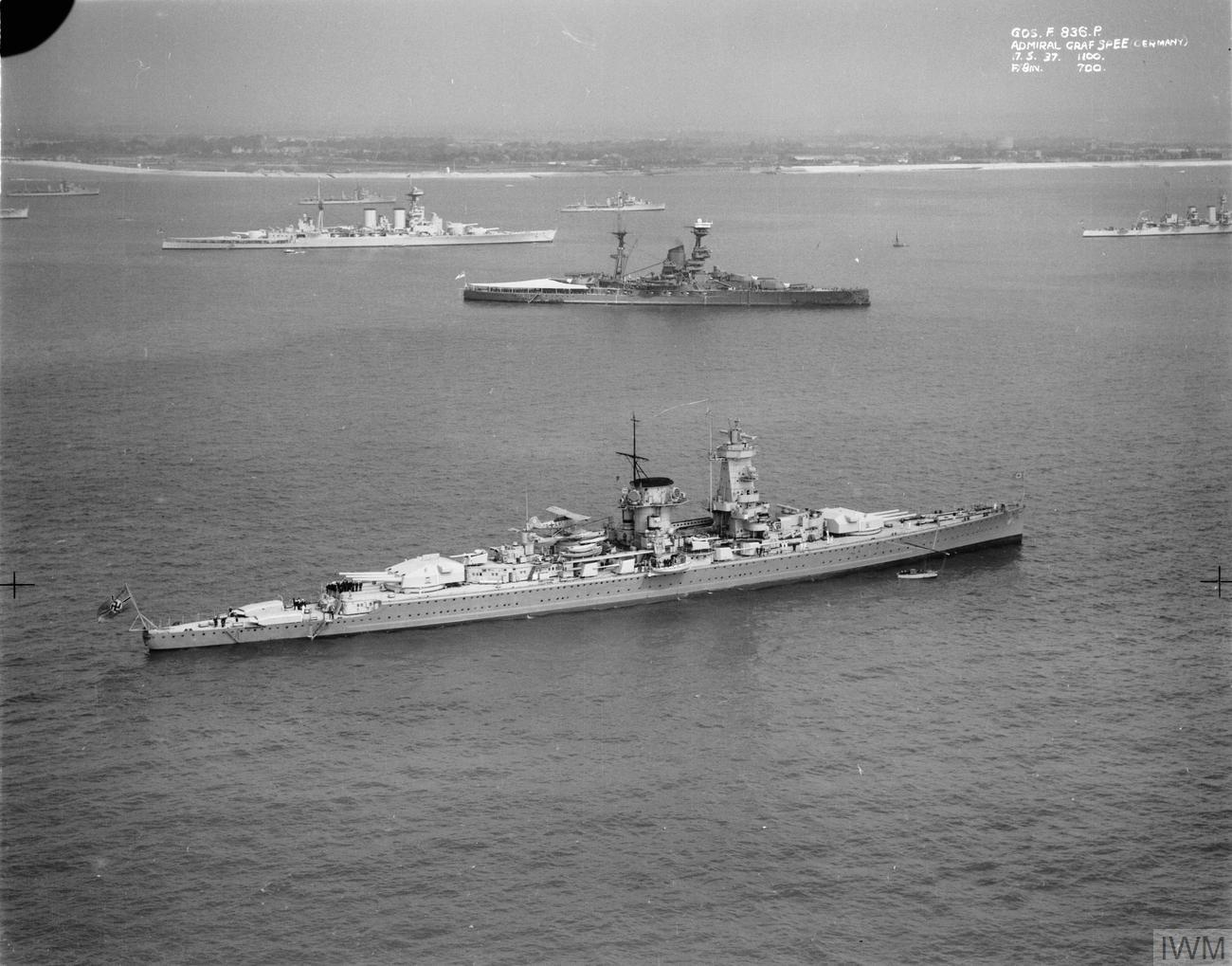
El Admiral Graf Spee en la rada de Spithead, Reino Unido, en 1937. En la foto también aparecen los buques británicos (al fondo) y.

El Admiral Graf Spee fue encargado por la Reichsmarine al astillero Reichsmarinewerft, de Wilhelmshaven, bajo la denominación Ersatz Braunschweig para reemplazar al viejo acorazado de la reserva Braunschweig. Su quilla fue puesta en grada el 1 de octubre de 1932 con el número de construcción 125 y la botadura se celebró el 30 de junio de 1934. Fue bautizado por la hija del almirante Maximilian von Spee, de quien recibió el buque su nombre. Fue completado algo más de año y medio después, el 6 de enero de 1936, día en que fue puesto en comisión en la flota alemana. Los tres meses siguientes a su entrada en servicio el Admiral Graf Spee realizó sus pruebas de mar con la finalidad de preparar el buque para el servicio activo. Su primer comandante fue el capitán Conrad Patzig, reemplazado en 1937 por el también capitán Walter Warzecha. Una vez que se unió a la flota, el Admiral Graf Spee se convirtió en buque insignia de la Kriegsmarine alemana.
En el verano de 1936, tras el inicio de la guerra civil española, el nuevo buque fue desplegado en aguas españolas para participar en las patrullas de no intervención frente a las costas controladas por el bando republicano. Entre agosto de 1936 y mayo de 1937 el buque realizó tres patrullas de este tipo.
El 20 de mayo se encontraba en Spithead, al sur del Reino Unido, para representar a Alemania en los actos de coronación del rey Jorge VI, en esa oportunidad compartió con la tripulación japonesa del crucero pesado  Ashigara que ancló en su cercanía. Tras este acto el Admiral Graf Spee regresó a España para una cuarta patrulla, a la que siguió un viaje a Suecia para unas breves maniobras con la flota y un nuevo viaje al sur para completar una quinta patrulla en aguas de la península ibérica en febrero de 1938.
En 1938 tomó el mando de la nave el capitán Hans Langsdorff, que se estrenó en su puesto con varias visitas de buena voluntad a diversos puertos extranjeros durante todo 1938, que incluyeron varios cruceros por el océano Atlántico y estancias en los puertos de Tánger y Vigo. Asimismo, el buque estuvo presente en importantes maniobras de la flota en aguas alemanas, en las celebraciones con motivo de la reintegración del puerto de Memel como territorio alemán y en una revista de la flota en honor al almirante Miklós Horthy, regente de Hungría. Entre abril y mayo de 1939 el buque realizó otro crucero por el Atlántico que le llevó a los puertos de Ceuta y Lisboa. El 21 de agosto de 1939 el Admiral Graf Spee zarpó de Wilhelmshaven con rumbo al Atlántico Sur.

### Segunda Guerra Mundial
Tras el estallido de la guerra entre Alemania y los países Aliados en septiembre de 1939, Adolf Hitler ordenó a su marina que iniciara los ataques a la marina mercante del enemigo, aunque retrasó la emisión de la orden hasta que quedó claro que el Reino Unido no toleraría ningún acuerdo de paz tras la invasión de Polonia. Al Admiral Graf Spee se le ordenó que se adhiriera estrictamente a las reglas de captura, que pedían a los corsarios detener y registrar las naves enemigas antes de hundirlas, para así asegurar que sus tripulantes eran evacuados con seguridad. Langsdorff recibió la orden de evitar el combate, incluso contra oponentes inferiores, y de cambiar constantemente de zona de actuación. El 1 de septiembre el Admiral Graf Spee se reunió con su barco de suministro, el petrolero Altmark, al suroeste de las islas Canarias. Después de repostar combustible, el capitán ordenó que se trasladara al Altmark todo el material superfluo de su nave, lo que incluía los botes salvavidas, la pintura inflamable y dos de sus diez ametralladoras antiaéreas, que fueron instaladas en el buque de suministro.

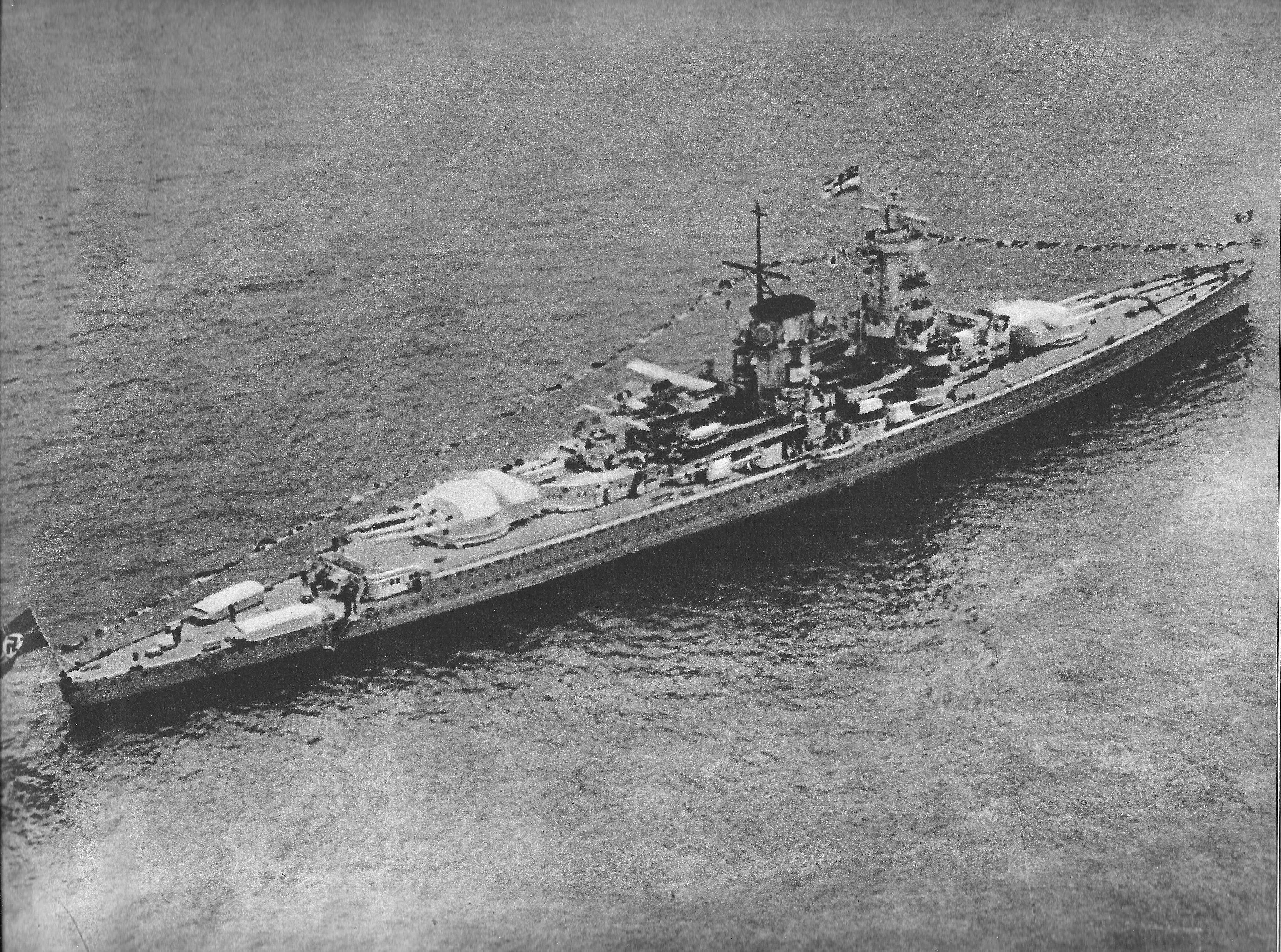
El Admiral Graf Spee en una foto tomada hacia 1938.

El 11 de septiembre, mientras todavía se estaban trasladando materiales al Altmark, el hidroavión Arado Ar 196 del Admiral Graf Spee avistó al crucero pesado británico HMS Cumberland aproximándose a las dos naves alemanas. Langsdorff ordenó partir a máxima velocidad y ambos evitaron con éxito al buque enemigo. El 26 de septiembre el corsario alemán recibió finalmente órdenes que autorizaban los ataques a los barcos mercantes del bando aliado. Cuatro días después su hidroavión de reconocimiento localizó su primera víctima, el carguero Clement. Langsdorff ordenó que se enviara una señal de socorro a un puerto brasileño en Pernambuco para asegurar que los tripulantes del barco hundido eran rescatados de los botes salvavidas en que los dejaron los alemanes. Inmediatamente el Almirantazgo británico emitió una orden de alarma a toda la marina mercante avisando de la presencia de buques corsarios alemanes en la zona.
El 5 de octubre las armadas británica y francesa formaron ocho grupos de combate para dar caza al Admiral Graf Spee en el Atlántico Sur. Algunos de los buques que componían estos grupos eran los portaaviones británicos Hermes, Eagle y Ark Royal y el francés Béarn, el crucero de batalla Renown, los acorazados franceses Dunkerque y Strasbourg y otros dieciséis cruceros. La Fuerza G del comodoro Henry Harwood, asignada en la costa este de Sudamérica, comprendía los cruceros Cumberland y Exeter, aunque para esa ocasión fue reforzada por los cruceros ligeros Ajax y Achilles. Harwood envió al Cumberland a patrullar el área de las islas Malvinas mientras que sus otras tres unidades marcharon a controlar el mar frente a la desembocadura del Río de la Plata.

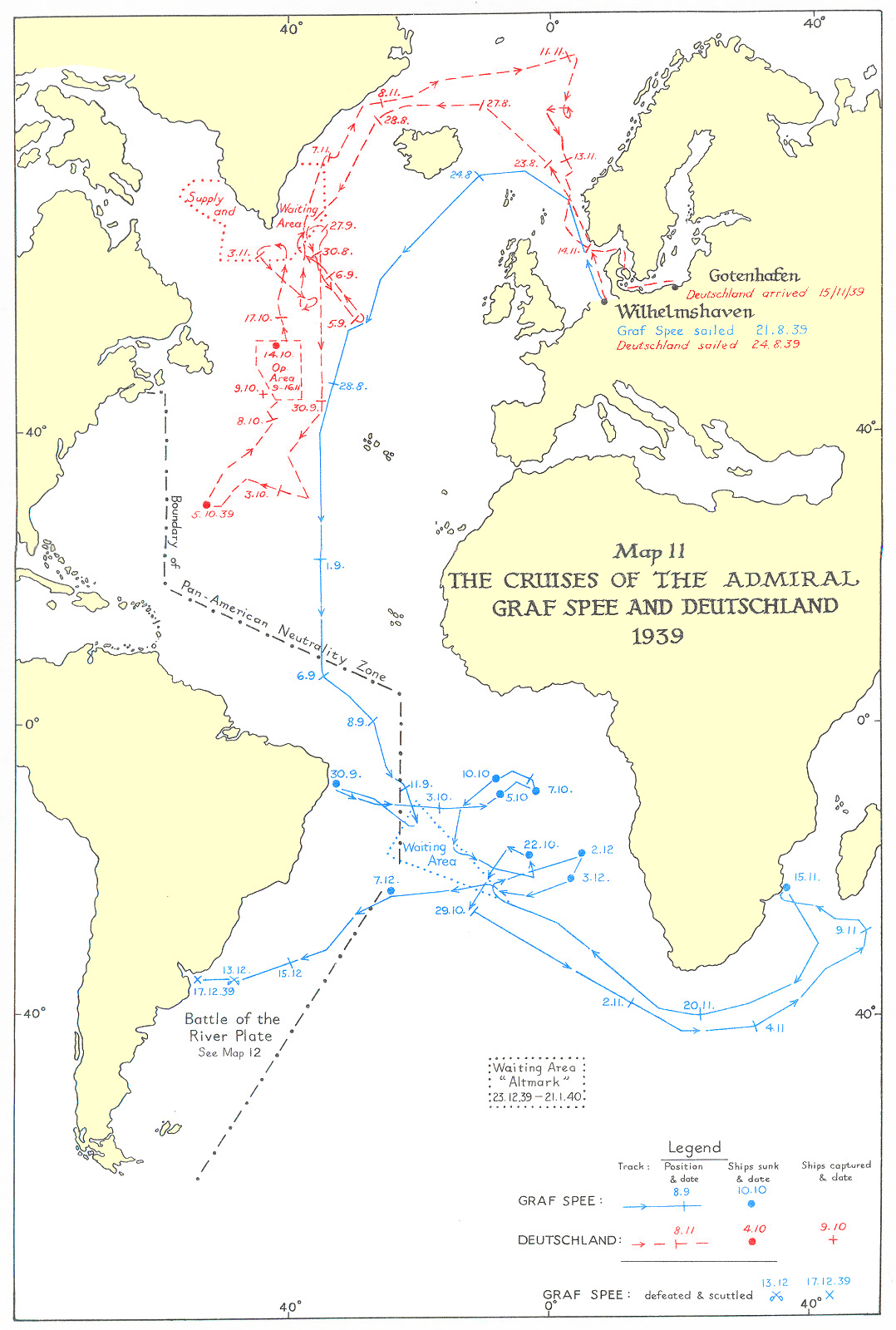
Mapa de los desplazamientos del Admiral Graf Spee en 1939. También se recogen los de su buque gemelo.

El mismo día en que se formaron estos grupos de caza, el Admiral Graf Spee capturó el vapor Newton Beech, y dos días después hundió el mercante Ashlea. El 8 de octubre, al día siguiente, hundió el Newton Beech, que era demasiado lento y que Langsdorff había utilizado para albergar a los prisioneros, los cuales fueron transferidos al crucero alemán. El 10 de octubre capturó el vapor Huntsman, cuyo capitán no envió señal de alarma hasta el último momento porque había confundido al Admiral Graf Spee con un buque francés. Sin espacio para acomodar a los prisioneros del Huntsman, Langsdorff envió a este mercante a un punto de reunión tripulado por marinos alemanes. El día 15 del mismo mes el crucero volvió a reunirse con el Altmark para repostar y trasladar a los prisioneros y a la mañana siguiente se encontró con ellos el Huntsman. Los prisioneros que llegaban en este mercante fueron trasladados al Altmark y en la noche del 17 el capitán alemán ordenó el hundimiento del Huntsman.
El 22 de octubre el Admiral Graf Spee hundió el vapor Trevanion y a finales de mes Langsdorff decidió trasladar sus andanzas al sur de Madagascar, en el océano Índico. El propósito de esta incursión era desviar a los buques aliados del Atlántico Sur y confundir al enemigo sobre sus intenciones. Para entonces el corsario alemán ya había navegado casi 30 000 millas náuticas (unos 56 000 km) y necesitaba de forma urgente una revisión de sus máquinas. El 15 de noviembre hundió el petrolero Africa Shell y al día siguiente detuvo un vapor neerlandés aunque no lo hundió. El Admiral Graf Spee retornó al Atlántico a finales de noviembre para repostar del Altmark y mientras tanto sus tripulantes construyeron unos cañones falsos sobre el puente del crucero y una segunda chimenea ficticia para así alterar totalmente su silueta con la finalidad de confundir a los mercantes aliados sobre su verdadera identidad.
El 2 de diciembre el hidroavión del buque alemán encontró al mercante de 10 000 toneladas Doric Star y Langsdorff ordenó el disparo de una salva delante de su proa para detenerlo. La nave atacada consiguió enviar una señal de socorro antes de su hundimiento, por lo que el comodoro Harwood decidió mover sus naves hasta la desembocadura del Río de la Plata, que estimó sería el siguiente destino del corsario alemán. En la noche del 5 de diciembre el Admiral Graf Spee hundió el Tairoa y al día siguiente volvió a reunirse con el Altmark para trasladar los 140 prisioneros de sus dos últimas presas. El buque alemán se topó con su última víctima en la tarde el 7 de diciembre, el carguero Streonshalh, a bordo del cual los germanos se hicieron con documentos que detallaban las rutas de los mercantes. Sobre la base de esta información, Langsdorff decidió poner rumbo a la zona marítima frente a Montevideo, Uruguay. El 11 de diciembre uno de los dos hidroaviones del buque se averió sin posibilidad de reparación y la tripulación decidió arrojarlo por la borda. También entonces se retiraron de la nave todos los añadidos destinados a confundir a los mercantes y así evitar que estorbaran en caso de entablar batalla.

#### Batalla del Río de la Plata

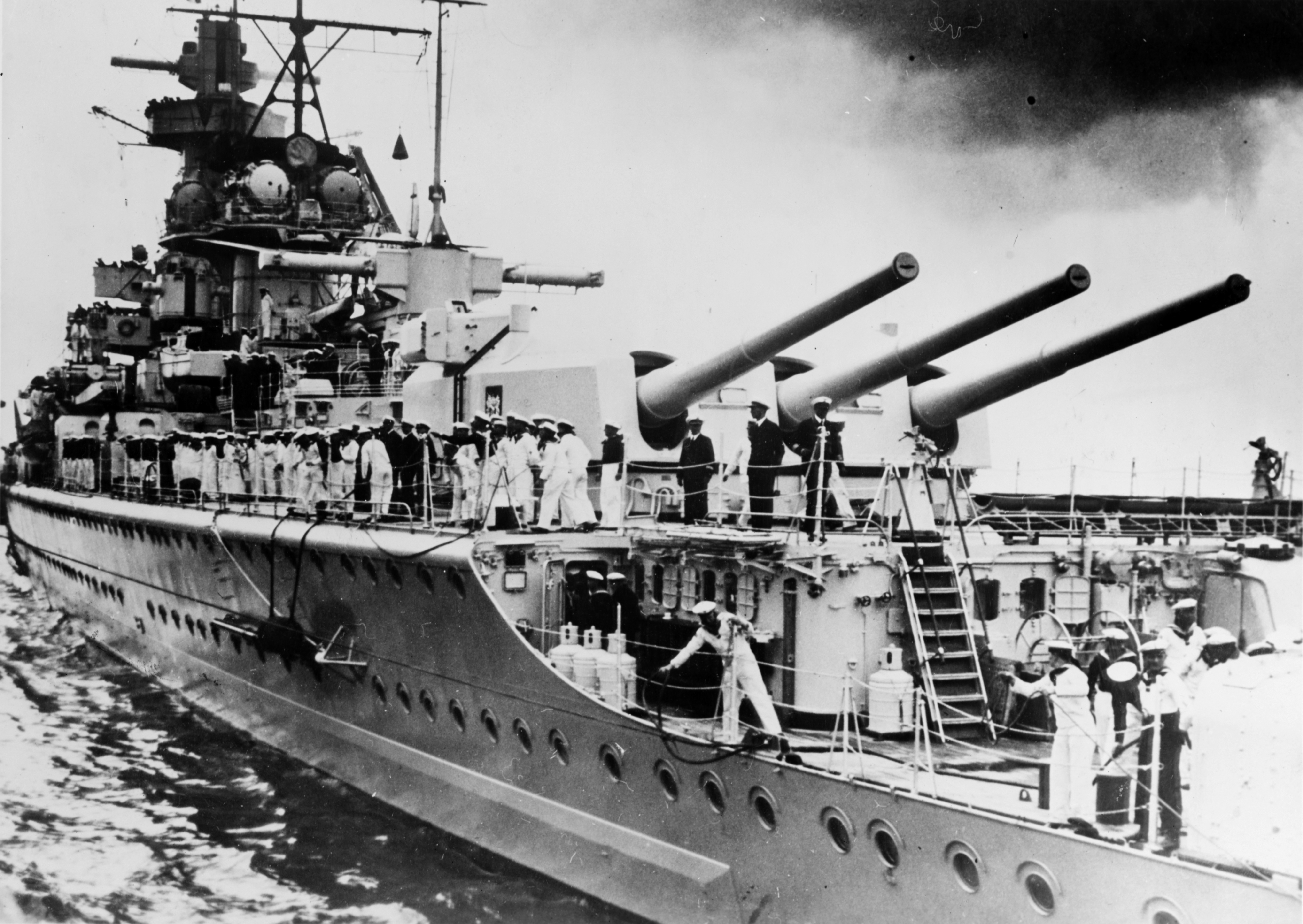
Torreta de popa del Admiral Graf Spee.

A las 05:30 de la mañana del 13 de diciembre de 1939 los vigías del Admiral Graf Spee vieron dos mástiles a estribor. Langsdorff supuso que se trataba de la escolta de un convoy que se mencionaba en los papeles del Tairoa. Sin embargo, a las 05:52 identificaron al crucero pesado británico Exeter, que navegaba acompañado de otros dos buques de menor tamaño, que en principio se identificaron como destructores y, posteriormente, como cruceros clase Leander. Langsdorff descartó huir y ordenó zafarrancho de combate. A las 06:08 los británicos avistaron al Admiral Graf Spee y el comodoro Henry Harwood separó a sus unidades para dividir el fuego de los seis poderosos cañones de 280 mm del corsario alemán. El Admiral Graf Spee comenzó disparando su batería principal contra el Exeter y sus baterías secundarias contra el Ajax a las 06:17. Tres minutos después el Exeter respondió, seguido muy poco después por el Ajax y el Achilles. En los siguientes treinta minutos el Admiral Graf Spee consiguió hacer tres impactos directos al Exeter que deshabilitaron sus dos torretas delanteras, destruyeron su puente de mando y la catapulta para las aeronaves, además de provocar graves incendios. El Ajax y el Achilles entonces acortaron distancias para aliviar el fuego sobre el dañado Exeter.
Langsdorff pensó que los dos cruceros ligeros pretendían atacar con torpedos y decidió tender una cortina de humo para ocultar su nave. Esta breve tregua permitió al Exeter retirarse de la acción, pues para entonces tan solo disparaba una de sus torretas y contaba 61 muertos y 23 heridos en su tripulación. Hacia las 07:00 el Exeter regresó al combate disparando desde sus cañones de popa. El Admiral Graf Spee concentró otra vez sus salvas en el crucero pesado enemigo y volvió a impactarle, obligándolo a una segunda retirada cuando ya escoraba a babor. A las 07:25 el buque alemán hizo blanco en el Ajax y averió sus cañones traseros. En ese momento paró el combate y el Admiral Graf Spee se retiró al estuario del Río de la Plata mientras que los dañados cruceros de Harwood permanecieron alejados pero alerta para evitar cualquier intento de fuga. En el transcurso de la batalla el corsario germano había recibido unos setenta impactos que habían matado a 36 de sus tripulantes y herido a más de 60, entre ellos el propio Langsdorff, con heridas de metralla sufridas mientras dirigía su nave desde el puente de mando. El comodoro Henry Harwood había ordenado impactar contra el timón del Admiral Graf Spee lo que convertía al acorazado germano en una nave ingobernable. O sea había perdido la maniobrabilidad necesaria en todo combate naval.

#### Hundimiento

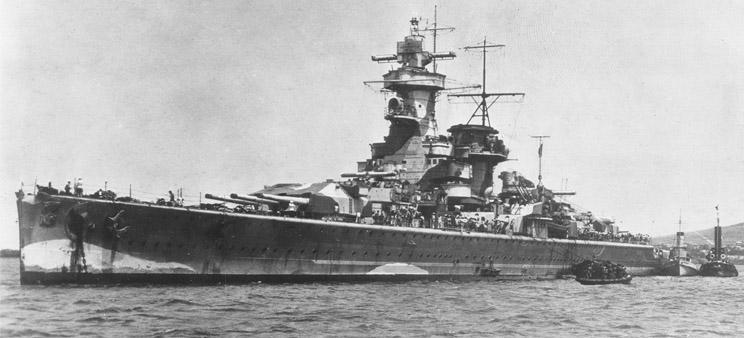
El Admiral Graf Spee en el puerto de Montevideo tras la batalla.

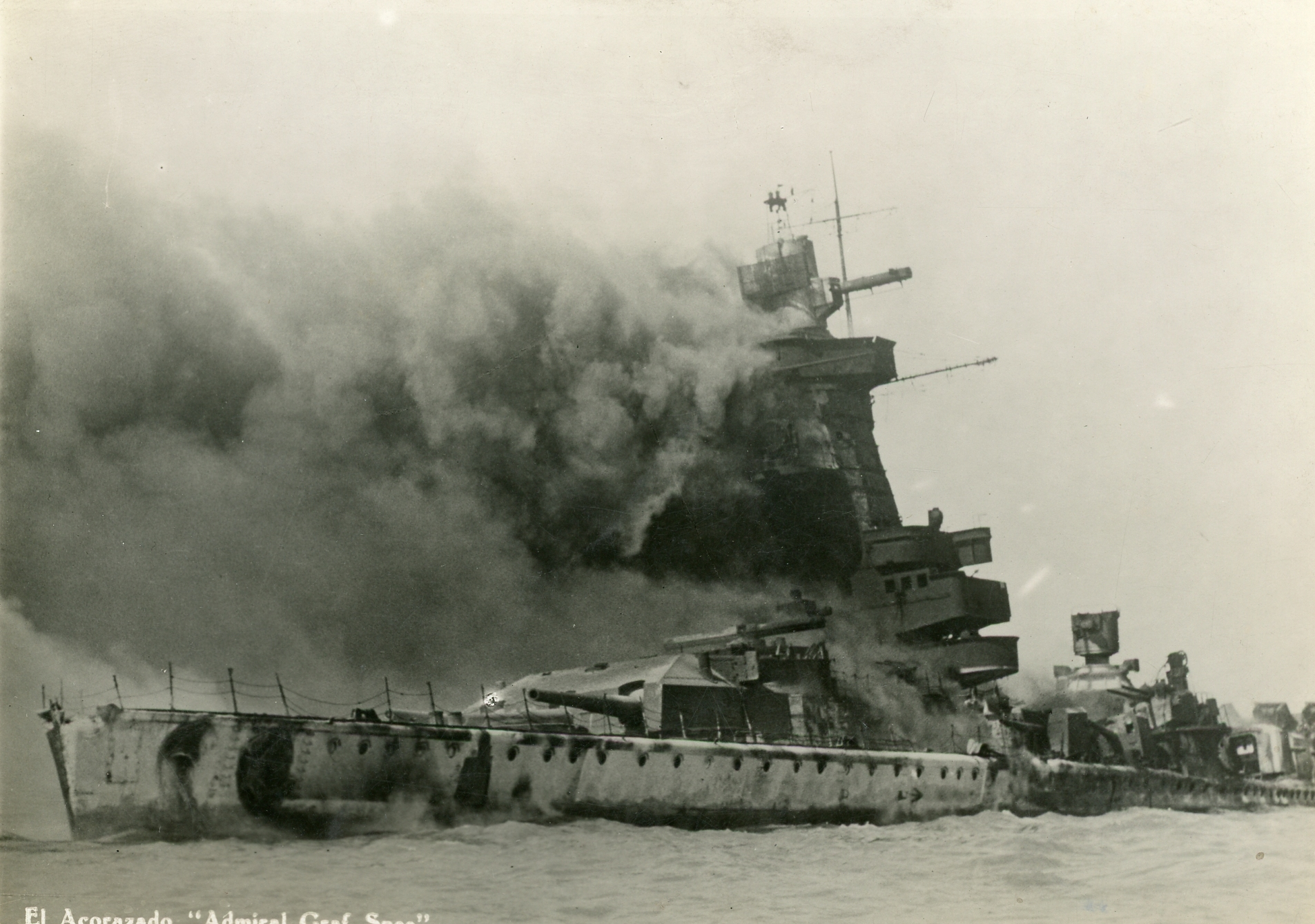
Detalle del Admiral Graf Spee incendiándose.

En vista de los daños sufridos por su nave y las numerosas bajas en su tripulación, Langsdorff decidió atracar en el puerto de Montevideo para realizar las reparaciones necesarias y evacuar a los heridos. La mayoría de impactos de proyectil solo causaron daños estructurales menores y desperfectos superficiales, pero la planta purificadora de combustible, necesaria para el correcto funcionamiento de los motores, había resultado destruida. También quedó inservible la planta desalinizadora, lo que hacía muy complicado el largo viaje de regreso a Alemania. Un impacto en la proa también dificultaba la navegabilidad del buque en la mar picada del Atlántico. A todo esto se sumaba que el combate había mermado notablemente las reservas de munición.
Tras llegar a puerto los heridos fueron trasladados a hospitales y los muertos enterrados con honores militares. Los marineros aliados que todavía estaban cautivos a bordo del Admiral Graf Spee fueron liberados. Las reparaciones que necesitaba el buque llevarían un par de semanas, pero los servicios británicos de inteligencia se pusieron en marcha para convencer a Langsdorff que estaba rodeado por numerosas fuerzas enemigas que se estaban concentrando para acabar con su nave si intentaba salir del puerto de la capital uruguaya. Para ello el Almirantazgo británico emitió una serie de mensajes en radiofrecuencias que sabían que serían interceptadas por la inteligencia alemana. En realidad, las unidades navales británicas que podrían acabar con el crucero alemán, que eran el portaaviones Ark Royal y el crucero de batalla Renown, estaban a una enorme distancia de 2500 millas náuticas (4600 km) que les impediría intervenir a corto plazo. Creyendo ciertos los mensajes británicos, Langsdorff discutió sus opciones con sus comandantes de Berlín, y que no eran otras que intentar romper el bloqueo británico y pedir asilo en la cercana Buenos Aires, donde el gobierno argentino podría internar el buque, o echar a pique la nave en el estuario del Río de la Plata.

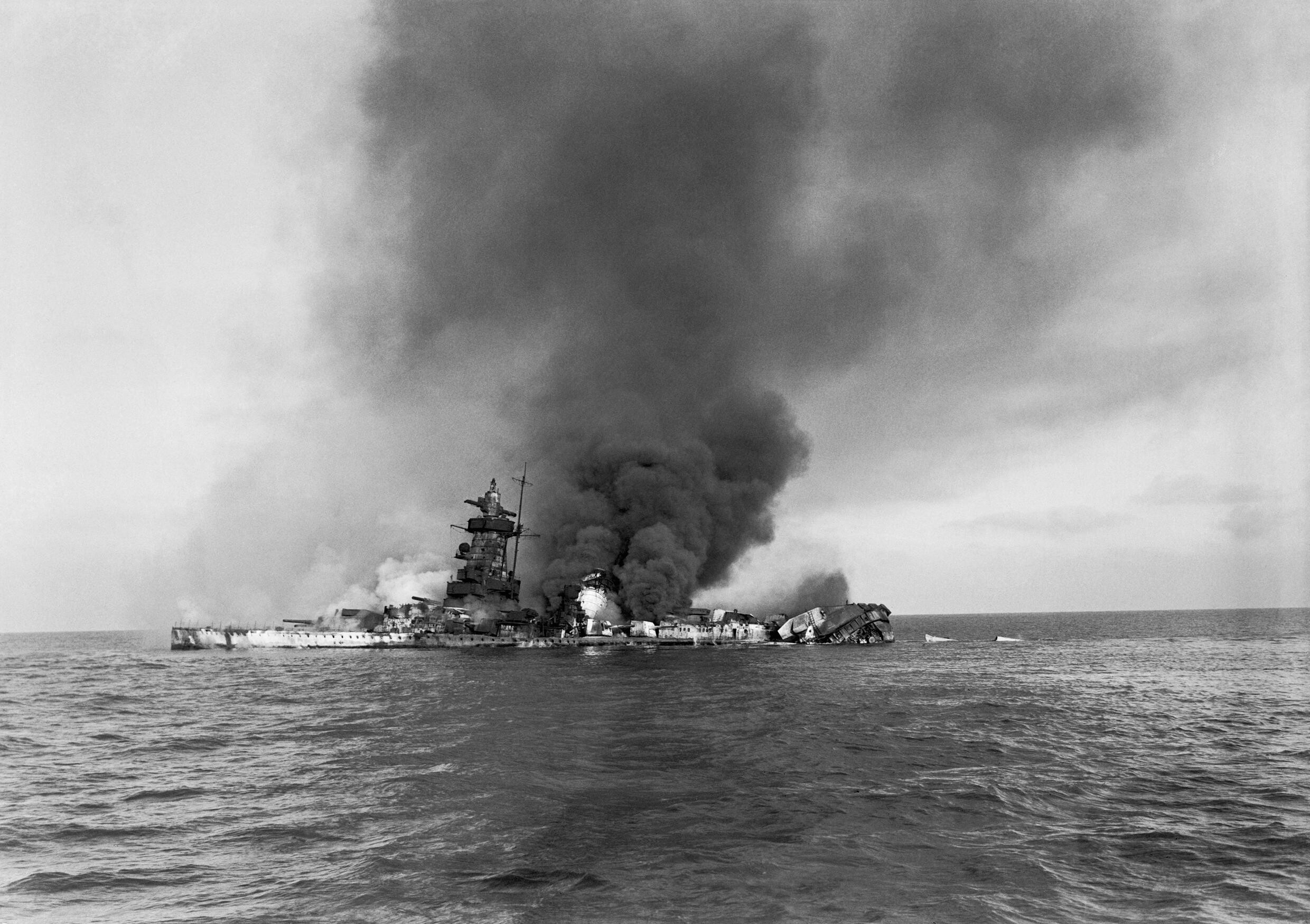
El Admiral Graf Spee en llamas después de ser echado a pique por sus propios tripulantes en el estuario del Río de la Plata el 17 de diciembre de 1939.

Prisioneros de guerra rescatados del hundimiento del acorazado alemán Graf Spee.

Langsdorff no estaba dispuesto a arriesgar la vida de su tripulación y optó por hundir el Admiral Graf Spee. El capitán sabía que Uruguay era una nación neutral en la guerra, pero también que su gobierno mantenía buenas relaciones con el Reino Unido y que si permitía que los uruguayos internaran el buque, estos dejarían entrar en él a los oficiales de inteligencia británicos. Según el artículo 17 de la Convención de La Haya, el Admiral Graf Spee solo podía permanecer por un período de 72 horas en Montevideo para ser reparado antes de que pudiera ser internado hasta el fin del conflicto. Por ello, el 17 de diciembre de 1939 Langsdorff ordenó la destrucción de todo el equipamiento importante del buque y la munición que restaba en la santabárbara fue repartida por toda la nave en preparación de su hundimiento deliberado. Al día siguiente el capitán y cuarenta miembros de la tripulación alejaron el crucero del puerto en busca de aguas más profundas y detonaron las cargas. La tripulación fue recogida por el carguero Tacoma y a las 20:55 el Admiral Graf Spee fue echado a pique. 20 000 personas fueron testigos de las explosiones y la enorme columna de humo negro que envolvió al que una vez fuera buque insignia de la marina alemana.
Dos días después, 20 de diciembre, Langsdorff se suicidó de un disparo en la habitación de un hotel de Buenos Aires, vestido con su uniforme de gala y tumbado sobre la bandera de combate del buque. A finales de enero de 1940 el todavía neutral crucero estadounidense Helena arribó a Montevideo y su tripulación visitó los restos del Admiral Graf Spee y conoció a los tripulantes alemanes, que seguían en la capital uruguaya. Los marinos germanos fueron trasladados a Argentina, donde permanecieron internados el resto de la guerra.

## El pecio

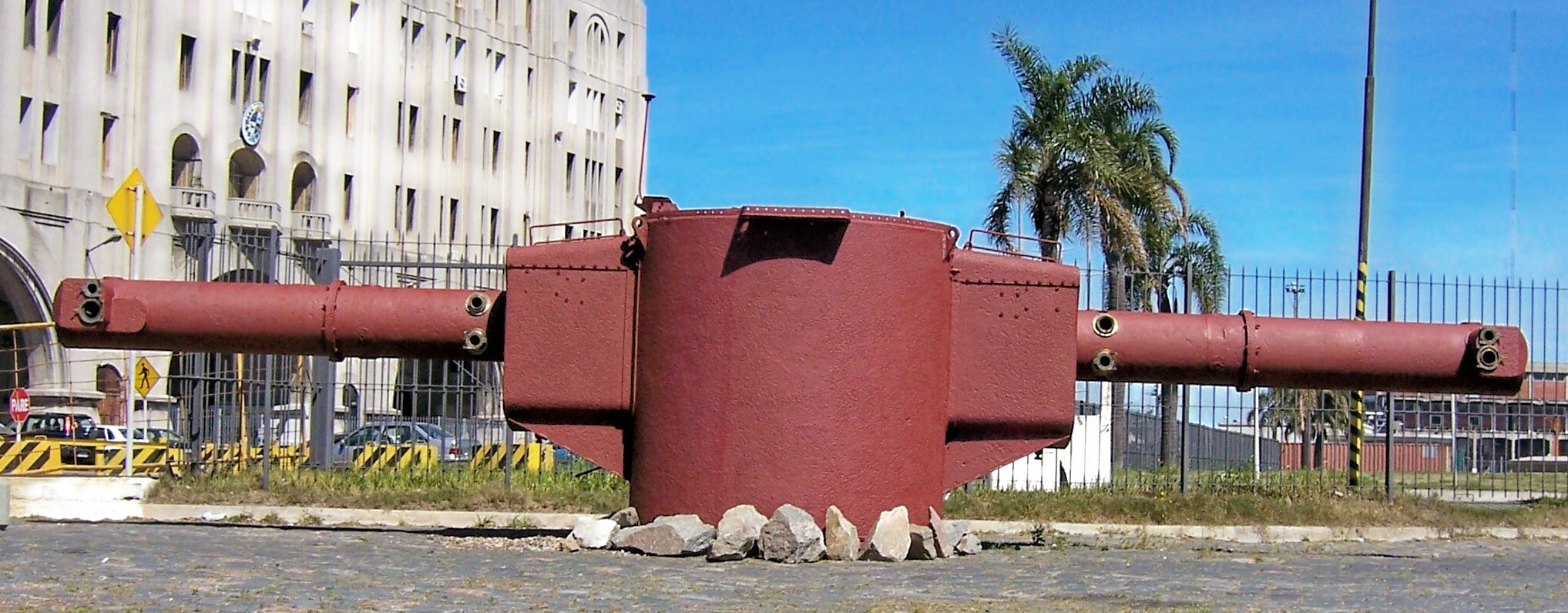
El telémetro del Admiral Graf Spee, exhibido en el puerto de Montevideo.

El pecio del Admiral Graf Spee fue parcialmente desguazado in situ entre 1942 y 1943. El gobierno británico compró al alemán los derechos de salvamento por 14 000 libras usando como tapadera una empresa de ingeniería de Montevideo. Los británicos  habían quedado impresionados por la precisión de los disparos del Admiral Graf Spee durante la batalla y esperaban encontrar su telémetro. Los británicos utilizaron los hallazgos en los restos del buque alemán para desarrollar contramedidas bajo el liderazgo de Fred Hoyle y el proyecto de radar británico, aunque el almirantazgo británico se quejó por lo desorbitado del precio pagado por los derechos de salvamento.

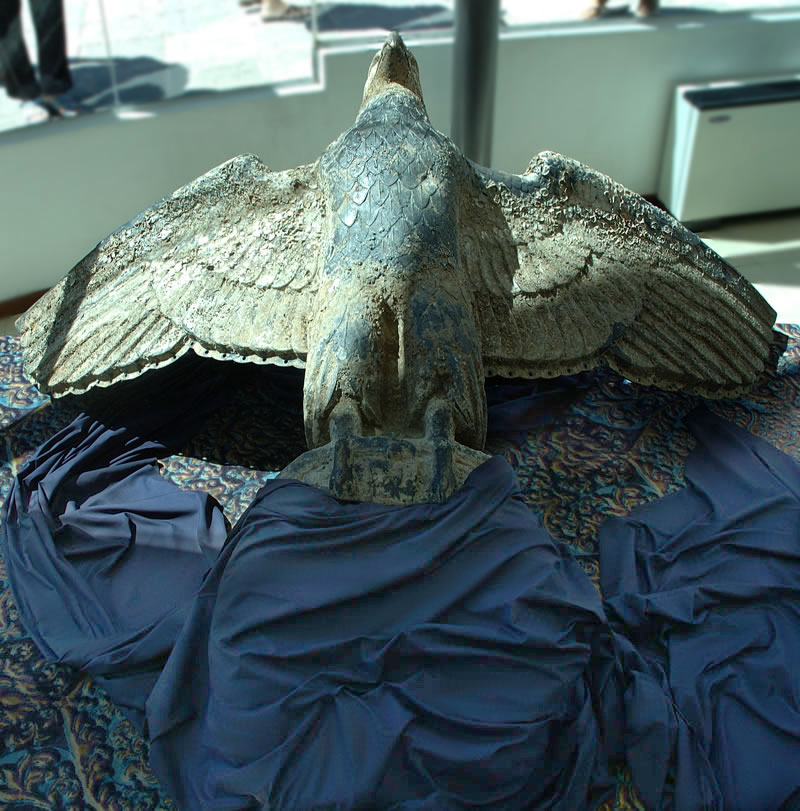
Águila de la popa del Graf Spee, expuesta en Montevideo, Uruguay.

Los restos del buque −ubicados en 34°58.3′S 56°17.9′O / -34.9717, -56.2983− suponen un peligro para la navegación y por ello se encuentran señalizados con una boya luminosa de peligro aislado −luz blanca, dos destellos cada diez segundos− al este, y una boya ciega al oeste.
En febrero de 2004, un equipo de salvamento financiado tanto por empresas privadas como por el gobierno uruguayo comenzó los trabajos para recuperar el pecio del Admiral Graf Spee. La primera gran parte rescatada fue el enorme telémetro de artillería, de 27 toneladas de peso, sacado del agua el 25 de febrero y hoy expuesto en el puerto de Montevideo. El 10 de febrero de 2006 se recuperó una enorme escultura de águila de más de dos metros hecha de bronce que estaba colocada originalmente en el espejo de popa del buque.
Un proceso judicial en el que estaba implicada la empresa privada de salvamento que había participado en el esfuerzo por levantar el pecio terminó en 2019 con una orden judicial para que el gobierno vendiera el ornamento y entregara parte de lo recaudado a la empresa de salvamento. En 2019 el gobierno uruguayo y la expedición que halló el águila llegaron a un acuerdo para subastarla, pero solo podría ser adquirida por entidades académicas como museos. La decisión fue posteriormente revocada y el gobierno recibió la custodia completa.

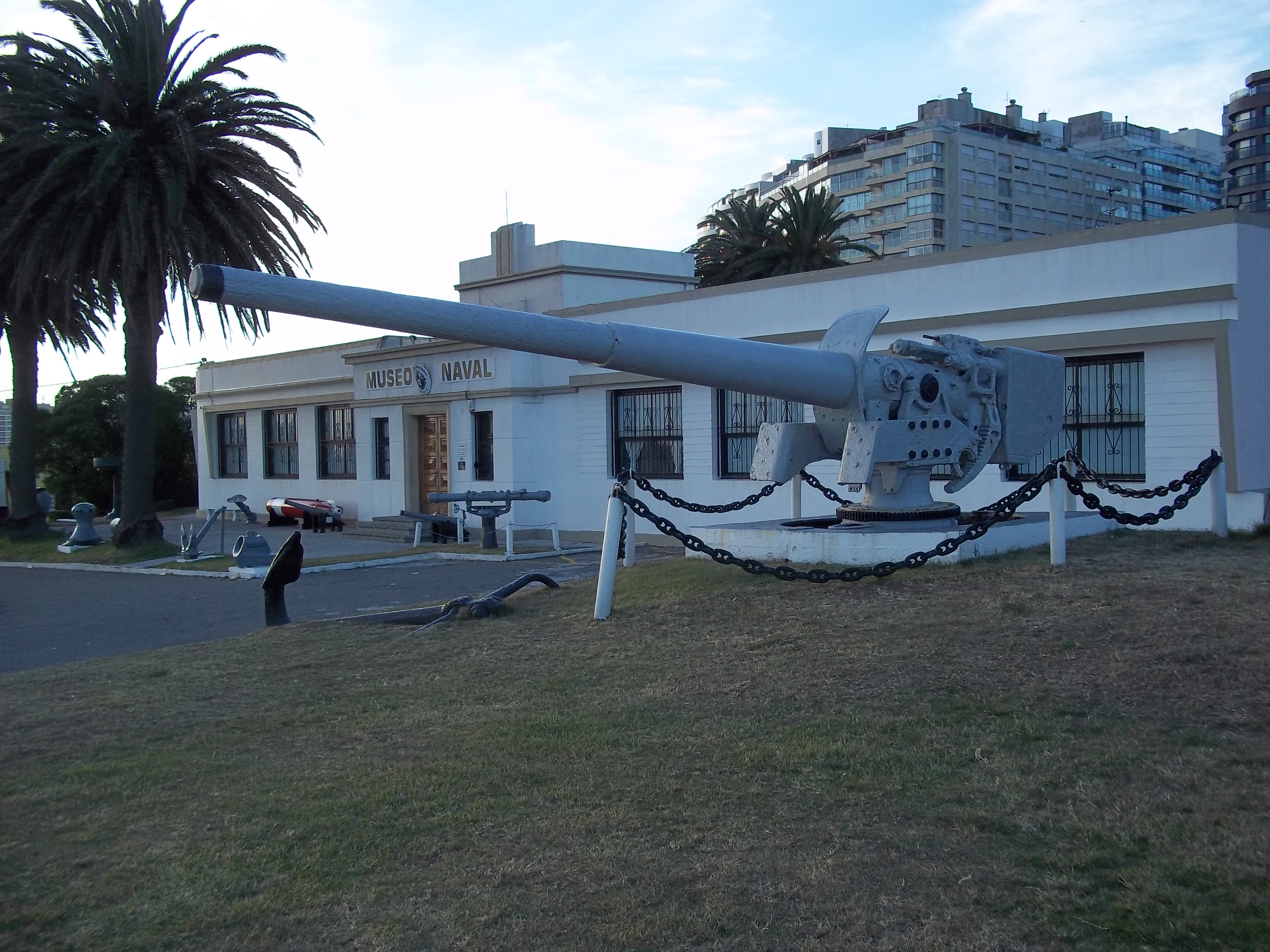
Un cañón de 150 mm del Graf Spee. El cañón se encuentra en el Museo Naval de Montevideo.

El 2 de enero de 2022, un periódico de Punta del Este informó de que un empresario judío argentino, Daniel Sielecki, se había ofrecido a comprar el águila y el escudo con la esvástica del Admiral Graf Spee del almacén naval. Sielecki dijo que quería hacer estallar el escudo en "mil pedazos" para mantenerlo fuera del alcance de los neonazis.
El 17 de junio de 2023, el New York Times informó de que el águila y el escudo serían fundidos y refundidos en una paloma por el artista uruguayo Pablo Atchugarry. Un día después, sin embargo, el presidente uruguayo Luis Lacalle Pou abandonó el plan alegando que "hay una abrumadora mayoría que no comparte esta decisión" y que "si uno quiere generar paz, lo primero que tiene que hacer es generar unión. Claramente esto no la ha generado".

### Buques de la clase
• Deutschland
• Admiral Scheer